# 多田彰文
多田 彰文（ただ あきふみ、1964年1月10日 - ）は、日本の男性作曲家、編曲家、マニピュレーター、劇伴作家、音楽プロデューサー。兵庫県出身。プロデュース時は「AKI（アキ）」の名義を使用する場合もある。イマジン所属。

## 来歴・人物
幼少よりクラシックピアノを習い、中学時代からはギターも始める。上京後にバンド「MISTY MIND」でキーボードを担当。このバンドのギタリストは「JAM PROJECT」にも在籍する福山芳樹。
1989年に手塚治虫原作のミュージカル『火の鳥』にてシンセサイザー演奏担当としてデビュー。辛島美登里、西城秀樹、野口五郎などのバックバンドメンバーを務める。
日本大学文理学部英文学専攻科在学中に作・編曲を始め、ドラマやアニメ、ゲーム音楽の制作やアーティストのプロデュースも手掛ける。
手使海ユトロ（小笠原寛）から作曲・編曲・オーケストレーション、大澤健一から指揮を学ぶ。
キーボード・ギター・ベースはもとより、木管・金管楽器、ヴァイオリン、パーカッション、大正琴まで、あらゆる楽器を弾きこなすマルチプレイヤーでもある。
また2013年よりライターの藤本健とともに『DTMステーションPLUS!』をニコニコ生放送にて配信している。
フライトシミュレータソフトとサービスエリアとダジャレが好きであり、Twitterでたびたび話題にしている。

## 作品リスト

### テレビアニメ
- ネクスト戦記EHRGEIZ（1997年）
- Night Walker -真夜中の探偵-（1998年）
- セラフィムコール（1999年）[1]
- Bビーダマン爆外伝V（1999年）
- ダイノゾーズ（2000年）
- サイボーグ009 THE CYBORG SOLDIER（2001年）※松尾早人と共に小室哲哉のサポート。映像ではクレジット無し。
- FF：U 〜ファイナルファンタジー:アンリミテッド〜（2001年）
- ジャングルはいつもハレのちグゥ（2001年）
- 天地無用! GXP（2002年）
- 東京アンダーグラウンド (2002年）[2]
- キャプテン翼（2002年）
- ヤミと帽子と本の旅人（2003年）
- アークエとガッチンポー（2004年）
- サムライガン（2004年）
- 月は東に日は西に 〜Operation Sanctuary〜（2004年）
- うえきの法則（2005年）
- 吉宗（2005年）
- 砂沙美☆魔法少女クラブ（2005年）[3]
- 桃華月憚（2007年）
- はっけん たいけん だいすき! しまじろう（2008年）
- スキップ・ビート!（2008年）[4]
- ファイト一発! 充電ちゃん!!（2009年）
- 真・恋姫†無双（2009年）
- クロスファイト ビーダマン（2011年）
- となりの関くん（2014年）
- 新あたしンち（2015年）
- グラゼニ（2018年）[5]
- ぐんまちゃん（2021年）
- ポケットモンスター 遥かなる青い空（2022年）※一部音楽・作曲

### 劇場アニメ
- 劇場版ポケットモンスターシリーズ
  - おどるポケモンひみつ基地（2003年）
  - 劇場版ポケットモンスター ベストウイッシュ ビクティニと黒き英雄 ゼクロム（2011年）
  - メロエッタのキラキラリサイタル（2012年）
  - ピカチュウ、これなんのカギ?（2014年）
  - ピカチュウとポケモンおんがくたい（2015年）
- 映画クレヨンしんちゃんシリーズ
  - クレヨンしんちゃん 超時空!嵐を呼ぶオラの花嫁（2010年）
  - クレヨンしんちゃん 嵐を呼ぶ黄金のスパイ大作戦（2011年）
  - クレヨンしんちゃん 嵐を呼ぶ!オラと宇宙のプリンセス（2012年）
  - クレヨンしんちゃん バカうまっ!B級グルメサバイバル!!（2013年）
  - クレヨンしんちゃん オラたちの恐竜日記（2024年）
- ずんだホライずん（音楽[6]、2017年）

### OVA
- ジャングルはいつもハレのちグゥ（2002年）
- ジャングルはいつもハレのちグウFinal（2003年）
- 天地無用!魎皇鬼 第三期（2003年）
- 異世界の聖機師物語 (2009年）

### Webアニメ
- クレヨンしんちゃん外伝 エイリアン vs. しんのすけ（2016年）
- SUPER SHIRO（2019年）

### ドラマCD
- サクラ大戦（1999年）
- 高機動幻想ガンパレード・マーチ（2002年）

### ゲーム
- NINTENDO 64用ソフト 爆ボンバーマン（1997年）
- プレイステーション用ソフト ワンダートレック（1998年）
- プレイステーション用ソフト 高機動幻想ガンパレード・マーチ（2000年）
- プレイステーション2用ソフト 3年B組金八先生 伝説の教壇に立て!（2004年）

### テレビドラマ
- キッズ・ウォー3 スペシャル（2003年）
- 幼稚園ゲーム3（2003年）
- キッズ・ウォー5（2003年）
- ウルトラQ dark fantasy（2004年）
- 新キッズ・ウォー（2005年）
- スウとのんのん（2005年）
- こどもの事情（2007年）
- ママの神様（2008年）

### 楽曲提供
1999年
- 「ベビーピンクな朝」（川田妙子）TVアニメ「セラフィムコール」EDテーマ
- 「Return to myself」（鶴野恭子）TVアニメ「セラフィムコール」EDテーマ

2000年
- 「SWEET DAYS」（石塚まみ）PS用ゲーム「ガンパレード・マーチ」EDテーマ
- 「想い出になるよ」（田中貴代美）PS用ゲーム「ガンパレード・マーチ」 EDテーマ

2005年
- 「願い」（石田燿子）TVアニメ「ああっ女神さまっ」EDテーマ

2006年
- 「僕らのキセキ」（石田燿子）TVアニメ「ああっ女神さまっ」EDテーマ

2007年
- 「サブタイトルな女」（水戸部千希己）ドラマCD「桃華月憚」キャラソング
- 「若-ニャ-」（齋藤彩夏）ドラマCD「桃華月憚」キャラソング
- 「DAILY LOVE」（小林ゆう）ドラマCD「桃華月憚」キャラソング
- 「小さき死のように」（山県さとみ）ドラマCD「桃華月憚」キャラソング
- 「空には空があるだけ」（伊瀬茉莉也）ドラマCD「桃華月憚」キャラソング
- 「胡蝶の夢」（山本麻里安）ドラマCD「桃華月憚」キャラソング
- 「エネルジコ・ソング」（喜多村英梨）ドラマCD「桃華月憚」キャラソング
- 「ウキウキブギウギ」（早見沙織）ドラマCD「桃華月憚」キャラソング
- 「最後の愛のために」（早見沙織）ドラマCD「桃華月憚」キャラソング
- 「この世界がいつかは」（早見沙織）TVアニメ「桃華月憚」EDテーマ
- 「ゆめおぼろ」（喜多村英梨 他）TVアニメ「桃華月憚」OPテーマ

2008年
- 「Half of Mine.」（井上麻里奈）ドラマCD「灼眼のシャナII（Second）」キャラソング
- 「セレナータ」（生天目仁美）ドラマCD「灼眼のシャナII（Second）」キャラソング
- 「風の行方」（能登麻美子）ドラマCD「灼眼のシャナII（Second）」キャラソング
- 「ポルフィの長い旅」（Ikuko）TVアニメ「ポルフィの長い旅」OPテーマ
- 「Prisoner」（宮野真守）TVアニメ「スキップ・ビート!」キャラソング
- 「BURNIN' DOWN」（宮野真守）TVアニメ「スキップ・ビート!」キャラソング

2016年
- 「CURE UP↑RA♡PA☆PA!〜ほほえみになる魔法〜」（高橋李依・堀江由衣）TVアニメ「魔法つかいプリキュア!」EDテーマ

2019年
- 「木もれび青春譜」（水瀬いのり、徳井青空、村川梨衣）OVA「ご注文はうさぎですか?? 〜Sing For You〜」挿入歌

### その他
- 林原めぐみ『PULSE』（編曲）
- 今滝真理子 「あなたの手」「Cheap Chic」 他サウンド・プロデュース
- ゴスペラーズ 「in the Soup」
- 金月真美 「Bye Bye Love」「Solitude」
- SCOTT LEONARD 「若葉のころ」
- Favorite Blue 「Lovin' You」「MOVIN'ON」（ストリングスアレンジ）
- 窪田宏 「ワインと花束を買って」 他
- 茅原実里『Reincarnation』（オーケストラアレンジ）
- 北川理恵「ドリーミング☆プリンセスプリキュア」（編曲）
- ウマ娘 プリティーダービー「走れウマ娘」（編曲）